# Xylotheca kraussiana
Xylotheca kraussiana är en tvåhjärtbladig växtart som beskrevs av Ferdinand von Hochstetter. Xylotheca kraussiana ingår i släktet Xylotheca och familjen Achariaceae. Inga underarter finns listade i Catalogue of Life.